# 13,99 euros
13,99 euros es una novela de inspiración autobiográfica de Frédéric Beigbeder, publicada en Francia en el 2000 por Grasset & Fasquelle y editada por Anagrama en español en 2003 con traducción de Sergi Pàmies, donde denuncia de forma cínica el mundo de la publicidad y la sociedad de consumo en Occidente.

## Argumento
Octave Parango, creativo publicitario, es un joven triunfador, forma parte de quienes deciden lo que el público deseará mañana: «un escritor publicitario es el autor de aforismos que venden». Pero, asqueado de esa industria y sus manipulaciones, decide escribir un libro en el que denunciará los entresijos de la publicidad, para así conseguir que le despidan de la poderosa agencia en la que trabaja. Éste es el punto de partida de 13,99 euros, en el que el narrador protagoniza un enloquecido viaje a los infiernos rituales -drogas, sexo y violencia- con un estilo que ha sido comparado con Bret Easton Ellis y también con Michel Houellebecq, que fue quien le animó a escribir «el libro auténtico sobre el medio publicitario». Novela cruel, panfleto insolente y alegato contra la manipulación consumista, 13,99 euros se convirtió en un auténtico fenómeno de masas en Francia, uno de los mayores best-sellers de los últimos años. «Esta novela describe el maravilloso mundo de la comunicación moderna: un mundo en el que se gastan miles de millones para despertar entre personas que no pueden permitírselo el deseo de comprar cosas que no necesitan. Es un libro sobre nuestra sociedad, la vuestra, la mía, la que yo mismo contribuí a forjar durante mis diez años de presencia en las agencias de publicidad, la que todos hemos dejado crecer por despecho», dice el autor, al tiempo que recuerda que la experiencia de Octave está inspirada en la suya: poco antes de publicar su novela, Frédéric Beigbeder fue despedido de Young & Rubicam, la agencia en la que trabajaba.

## Película
En 2007 se estrenó la película 99 francs, basada en el libro. Fue dirigida por Jan Kounen y protagonizada por Jean Dujardin.
- Datos: Q2817377